# 焦兰生
焦兰生（1962年5月—），男，汉族，河南长垣人，生于甘肃兰州，中华人民共和国政治人物。毕业于西安冶金建筑学院工业与民用建筑专业，1982年8月参加工作，1985年2月加入中国共产党。中山大学在职研究生学历，工商管理硕士学位。曾任中山市人民政府市长、中共阳江市委书记。

## 生平
1982年8月，任中国有色金属三建公司技术员、副厂长、经营部副主任。1988年12月，任珠海市房地产开发管理处（特区房地产开发总公司）副科长、科长、副总经理（其间：1993年6月任珠海铁路有限公司董事，派往广珠铁路有限公司任董事）。
1993年10月，任珠海市市政基础设施土地开发管理中心副主任。2001年3月，任珠海市环境保护局局长。2004年5月，任珠海市临港工业区管委会主任、书记。2006年8月，任高栏港经济区党委书记、管委会主任，中共南水镇委书记。2008年7月，任中共斗门区委书记。
2011年12月，任中共珠海市委常委、政法委书记。2014年1月，任中共阳江市委常委、市政府副市长，珠海对口帮扶阳江指挥部总指挥。
2016年4月，任中共中山市委副书记、代市长，5月任市长。2018年2月24日，当选为第十三届全国人大代表。
2018年10月，任中共阳江市委书记。2019年1月当选阳江市人大常委会主任。2021年5月8日，不再擔任中共阳江市委书记，改任广东省人民代表大会财政经济委员会副主任委员。
2022年11月7日，因涉嫌严重违纪违法，接受广东省纪委监委纪律审查和监察调查。
2023年2月10日，被广东省人大常委会罢免全国人民代表大会代表职务，2023年2月24日代表资格终止。